# 스나노시로 (코마츠 미호의 노래)
〈모래성〉(일본어: 砂のしろ すなのしろ[*])는 코마츠 미호의 22번째 싱글이다.

## 개요
- 원래는 커플링곡으로는 〈해바라기의 오솔길〉(向日葵の小径)이 수록될 예정이었지만 수록이 보류되고 그 대신 〈sha la la...〉가 수록된 경위가 있다. 그리고 〈해바라기의 오솔길〉은 약 1년 후에 25번째 싱글 〈당신의 색〉의 커플링곡으로 수록되었다.

## 수록곡
1. 모래성(砂のしろ)
  - 작사 · 작곡: 코마츠 미호, 편곡: 후루이 히로히토
2. 언젠가는 다이아의 사랑(いつかはダイアの恋)
  - 작사 · 작곡: 코마츠 미호, 편곡: 오카모토 히토시
3. sha la la...
  - 작사 · 작곡: 코마츠 미호, 편곡: 오카모토 히토시
4. 모래성 (instrumental)